# نیمه‌شب
نیمه‌شب یا نیم‌شب، در بیش‌تر سامانه‌ها، دورهٔ زمانی گذار از یک روز به روز دیگر است که تاریخ تغییر می‌کند. در اصل نیمه‌شب نیمهٔ راه بین غروب تا طلوع است که بر پایهٔ فصول تغییر می‌کند. با زمان ساعت، نیم‌شب مخالف نیم‌روز (ظهر) است و ۱۲ ساعت با آن متفاوت است، یعنی ساعت ۱۲ شب.
نیمه شب نقطه مقابل زمانی نیمروز است از این رو مانند نیمروز تعاریف متعدی دارد و شامل نیمه شب خورشیدی حقیقی، نیمه شب خورشیدی متوسط، نیمه شب نجومی و در کاربرد دینی نیمه شب شرعی است.
نیمه‌شب حقیقی برای نصف النهار ناظر مقابل ظهر حقیقی (ظهر شرعی) است که خورشید در نزدیک‌ترین حالت خود به پاسو است و شب از گرگ‌ومیش تا طلوع هم‌فاصله است.
نیمه‌شب متوسط (استاندارد) بر اساس زمان قراردادی استاندارد با توجه به منطقه‌های زمانی است. 
نیمه شب متوسط برای یک منطقه زمانی، ساعت صفر بامداد و آغاز شبانه روز رسمی (متوسط) است و از نظر زمانی با نیمه شب حقیقی نصف النهار قراردادی آنجا ممکن است حداکثر تا 16 دقیقه و 25 ثانیه دیرتر یا تا 14 دقیقه و 16 ثانیه زودتر باشد.
در تفاوت نیمه شب متوسط (استاندارد) با نیمه شب حقیقی باید گفت؛ زمان قراردادی استاندارد برای یک نصف النهار با زمان حقیقی گاه تا ربع ساعت هماهنگ نیست و در قالب منطقه‌های زمانی که زمان را در راستای محدوده‌ای از نصف‌النهارها (نصف النهارهای ساعتی) یکسان می‌کند و ممکن است تا نیم ساعت و در مواردی بیشتر با زمان حقیقی متفاوت باشد، و نیز تغییر ساعت تابستانی در نیمه اول سال یکساعت با زمان حقیقی متفاوت است. نیمه‌شب حقیقی بیش از آنکه به منطقه زمانی بستگی داشته باشد، به طول جغرافیایی، عرض جغرافیایی، ارتفاع و زمان حقیقی ناظر دارد.
نیمه شب نجومی نیز تقریباً با نیمه شب حقیقی برابر است.
نیمه شب شرعی معمولاً از نظر زمانی دقیقا مقابل ظهر شرعی نیست و تقریباً حدمیانه غروب شرعی تا فجر یا 11 و ربع ساعت پس از ظهر شرعی است.
در نیم‌کرهٔ شمالی، «نیمه‌شب» ارتباط باستانی جغرافیایی‌ای با «شمال» داشت (همانطور که ظهر با «جنوب» داشت). در زبان‌های لهستانی نو و اوکراینی واژه‌های مربوط به ظهر («południe» و «південь») به معنای «جنوب» و واژه‌های مربوط به نیمه‌شب («północ» و «північ») به معنای «شمال» هم معنی می‌دهند.